# The Slender Thread
The Slender Thread (bra: Uma Vida em Suspense) é um filme estadunidense de 1965, dos gêneros drama e suspense, dirigido por Sydney Pollack, em sua estreia como diretor[carece de fontes?].
A história foi inspirada em um artigo da revista Life de Shana Alexander[carece de fontes?]. As locações foram em Seattle, no estado de Washington.[carece de fontes?]
O filme notabilizou-se por mostrar em detalhes o rastreamento de um chamado telefônico a partir da central de telefonia eletromecânica da cidade e que consegue identificar o hotel nas proximidades do aeroporto de Seatle de onde ligou a personagem suicida de Anne Bancroft.[carece de fontes?]

## Elenco
- Sidney Poitier...Alan Newell
- Anne Bancroft...Inga Dyson
- Telly Savalas...Dr. Joe Coburn, psiquiatra
- Steven Hill...Mark Dyson, marido de Inga
- Ed Asner...Detetive Judd Ridley
- Indus Arthur - Marian
- Paul Newlan - Sgt. Harry Ward

## Sinopse
O estudante universitário de psiquiatria Alan Newell é voluntário em um centro telefônico de ajuda em Seattle. No começo da noite, Alan recebe a ligação de uma mulher chamada Inga que lhe diz que acabara de tomar uma grande quantidade de barbitúricos com a intenção de se suicidar.  A partir daí Alan vai passar a próxima hora em tentativas desesperadas de impedir que Inga desligue o telefone antes de lhe dizer ou dele descobrir o local de onde ela ligou para que possa buscá-la e levá-la a um hospital onde poderá ser salva.

## Prêmios e indicações
Óscar 1966
- Indicado
  - Melhor direção de arte em filmes preto e branco[2]
  - Melhor figurino em filmes preto e branco[2]

Prêmios Globo de Ouro 1966
- Indicado
  - Melhor roteiro[3]